# 어도비 브리지
어도비 브리지(Adobe Bridge)는 어도비 시스템즈사가 개발하고 출시한 파일 정리 프로그램이며 어도비 크리에이티브 제품군의 일부에 포함되어 있다. 이전 버전의 어도비 포토샵에서 찾을 수 있는 파일 탐색기와 비슷한 포맷을 사용하여 크리에이티브 제품군의 여러 부분을 함께 연결하는 것이 이 프로그램의 주된 목적이다. 또, 크리에이티브 제품군의 다른 모든 구성요소에서 접근할 수 있게 되어 있다. (어도비 어크로벳 8의 독립 버전은 제외)
브리지는 또한 독립형 포토샵 응용 프로그램에도 포함되어 있으며, 특정한 포토샵 처리 명령을 포토샵 자체에서 별도로 수행할 수 있다.
어도비 브리지는 어도비 스톡 포토에 접근할 수 있다. 어도비 스톡 포토는 잘 알려져 있는 스톡 사진집에서 그린 온라인 스톡 사진 컬렉션이다. 그러나 이 서비스는 어도비사가 2008년 1월 4일에 중단하였다.
브리지에는 일괄 이름 바꾸기, 정리에 필요한 유틸리티와 같은 수많은 기능이 포함되어 있으며 Raw 이미지 포맷의 디지털 사진도 편집할 수 있게 해 준다. 색 이름을 붙이거나 사진의 점수를 별표로 기록하는 등의 정리 기능이 포함되어 있으며, 또 XMP, 이미지 파일에 포함된 IPTC 정보 교환 모델 메타데이터를 편집할 수 있다. 게다가 어도비 버전 큐 프로젝트의 일부인 대체 파일과, 다른 버전들과 함께 작업할 수 있다.
이미지 파일은 여러 크기의 미리 보기 화면으로 표시하거나 목록별, 슬라이드 쇼로 볼 수 있다. 즐겨찾기 처리된 각 폴더는 캐시 파일을 가지고 있으므로 미리 보기를 하는 동안 이미지 파일의 랜더링 속도를 높여 준다. 이 캐시는 각 폴더의 특정한 위치에 있다.
어도비 브리지는 자바스크립트를 사용하여 사용자가 직접 환경을 바꿀 수 있다. 어도비 스톡 포토 서비스는 브리지 확장으로 제공하고 있다. 브리지 스크립팅 안내서는 종이 문서로뿐 아니라 온라인으로도 내려 받아 읽어 볼 수 있다.

## 같이 보기
- 어도비 포토샵
- 어도비 아크로뱃
- 어도비 라이트룸

## 참조
1. ↑  “Bridge Feature Summary (September 2023 release)”. 2023년 9월 25일에 확인함.
2. 1 2  media manager, file browser | Adobe Bridge CS4
3. ↑  Adobe Forums: Adobe Forums
4. ↑  “Adobe - Creative Suite 4 family”. 2008년 6월 11일에 원본 문서에서 보존된 문서. 2010년 3월 23일에 확인함.
5. ↑  “Error”. 2008년 4월 5일에 원본 문서에서 보존된 문서. 2008년 5월 23일에 확인함.
6. ↑  “보관된 사본” (PDF). 2006년 12월 9일에 원본 문서 (PDF)에서 보존된 문서. 2008년 5월 15일에 확인함.